# Christian Oxonitsch

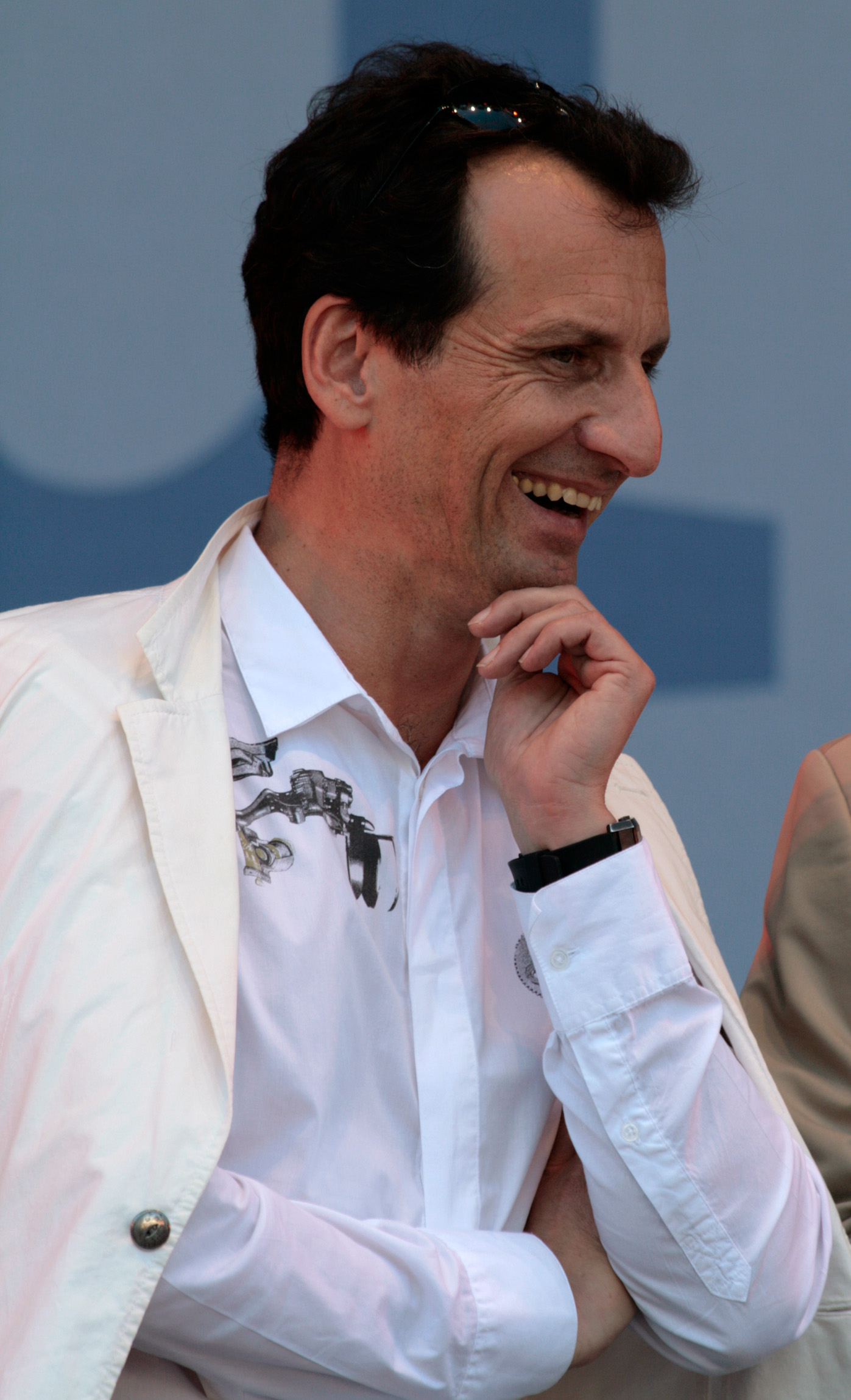
Christian Oxonitsch (Wien 2009)

Christian Oxonitsch (* 21. Dezember 1961 in Wien) ist ein österreichischer Politiker (SPÖ) und war von 2009 bis 2015 amtsführender Stadtrat für Bildung, Jugend, Information und Sport der Stadt Wien.
Am 18. November 2015 wurde er (zum zweiten Mal) zum Klubchef des Wiener SPÖ-Gemeindesratsklubs gewählt. Am 24. April 2018 gab Oxonitsch seinen Rücktritt als SPÖ-Klubobmann bekannt, nachdem er bereits längere Zeit als Ablösekandidat gegolten hatte. Im Juni 2018 wurde Josef Taucher zu seinem Nachfolger als SPÖ-Klubobmann gewählt, im September 2018 folgte Taucher Oxonitsch in dieser Funktion nach. Im Dezember 2022 folgte Oxonitsch auf Nurten Yilmaz als Ottakringer Abgeordneter zum Nationalrat.

## Schulische und berufliche Laufbahn
Christian Oxonitsch stammt aus einer Hausbesorger-Familie und besuchte zunächst die Volksschule in der Julius-Meinl-Gasse und absolvierte danach die AHS Maroltingergasse in Wien-Ottakring. Er war hier Schulsprecher und beendete die Schule mit der Matura. Im Anschluss leistete Oxonitsch seinen Zivildienst in der Kinderbetreuung ab und studierte danach einige Semester Geschichte und Germanistik. Während seines Studiums arbeitete Oxonitsch bei den Österreichischen Kinderfreunden als pädagogischer Mitarbeiter.

## Politische Laufbahn
Christian Oxonitsch wurde 1986 zum Bundesvorsitzenden der Roten Falken Österreichs gewählt und war ab 1991 Bezirksrat in Ottakring. Im Jänner 1996 wurde er Abgeordneter zum Wiener Landtag und Mitglied des Gemeinderates, schied jedoch nach der Wahl am 13. Oktober 1996 wieder aus dem Landtag und Gemeinderat aus. Christian Oxonitsch engagierte sich in der Folge wieder als Bezirksrat und war Vorsitzender der Bezirksentwicklungskommission. Zwischen 1992 und 1997 war er Sekretär der SPÖ Ottakring und wurde im September 1997 zum Vorsitzenden der Ottakringer SPÖ gewählt. Im Juni 1997 zog Oxonitsch wieder in den Landtag und Gemeinderat ein und war ab 1998 Mitglied im Gemeinderatsausschuss für Wohnen, Wohnbau und Stadterneuerung. Von 20. April 2001 bis März 2009 und ein zweites Mal von November 2015 bis Ende August 2018 war Oxonitsch Vorsitzender des Wiener SPÖ-Gemeinderatsklubs.
Von 26. November 2007 bis 16. November 2011 war er Präsident des Verbandes der Öffentlichen Wirtschaft und Gemeinwirtschaft Österreichs (VÖWG). In dieser Funktion löste er Caspar Einem ab. Am 16. November 2011 übergab er diese Funktion an Renate Brauner.
Mit Wirkung vom 26. März 2009 wurde Oxonitsch amtsführender Stadtrat für Bildung, Jugend, Information und Sport der Stadt Wien und löste in diesem Amt Grete Laska ab. Er blieb bis zur Wahl 2015 Stadtrat.
Von 2011 bis 2021 war Oxonitsch Bundesvorsitzender der Österreichischen Kinderfreunde.
Im SPÖ-Parlamentsklub wurde er im Dezember 2022 SPÖ-Bereichssprecher für Kinder und Kinderrechte. Im Wiener Landtag und Gemeinderat rückte Susanne Haase für ihn nach. Mitte 2023 folgte er Petra Tanzler als Integrationssprecher nach.

## Politische Schwerpunkte
In die Amtszeit als Stadtrat fiel u. a. die Aufarbeitung des Heimerziehung in Wien durch eine Historikerkommission unter Vorsitz des Historikers
Reinhard Sieder sowie durch eine Untersuchungskommission über die Zustände im Kinderheim am Wilhelminenberg unter dem Vorsitz der Richterin Barbara Helige, die Etablierung des Campus+-Modelles im Schulbau und zahlreiche neue Schulbauten (u. a. Campus Sonnwendviertel, Campus Gertrude Fröhlich-Sandner in der Leopoldstadt, Campus Seestadt Aspern, Bildungscampus Donaufeld …) mit gemeinsamen (Lern)räumen von Kindergarten und Schule sowie der
Neubau des Rapidstadions. Die Einführung des Gratiskindergartens in Wien, die Einführung des Energiecontractings in den Wiener Bädern und das Schulsanierungs und -ausbauprogramm waren weitere Schwerpunkte. Heftigen Angriffen und Rücktrittsaufforderungen war Oxonitsch im Zuge der Sanierung des Stadthallenbades ausgesetzt. Dabei kam es durch Baumängel zu Bauverzögerungen und seitens der Opposition vermuteten Kostenexplosion, die sich aber letztendlich als unrichtig herausstellte.
Von 2011 bis 2021 war Oxonitsch Bundesvorsitzender der Österreichischen Kinderfreunde.[8] Im September 2021 übergab er diese Funktion an Jürgen Czernohorszky. Im Oktober 2021 wurde er Vorsitzender der Wiener Kinderfreunde.

## Privates
Christian Oxonitsch hat eine Tochter (* 2003) und war bis 2008 mit der Wiener Stadträtin Ulli Sima verheiratet. 2020 machte Oxonitsch die Ausbildung zum Krisenpflegevater.

## Publikationen
- Buntes Ottakring. SPÖ Ottakring 2002
- Mehr Buntes aus Ottakring. SPÖ Ottakring 2004
- Noch mehr Buntes aus Ottakring. SPÖ Ottakring 2006
- Oxonitsch, Häupl, Millmann. Wiener Jahrbuch für Politik 2003/2004, echomedia, 2004
- Oxonitsch, Häupl,Millmann. Wiener Jahrbuch für Politik 2004/2005, echomedia, 2005
- Oxonitsch. Aufstieg,. Kampf.Erneuerung. 75 Jahre SPÖ Ottakring. Echomedia, 2021